# ماريون ميريل داو

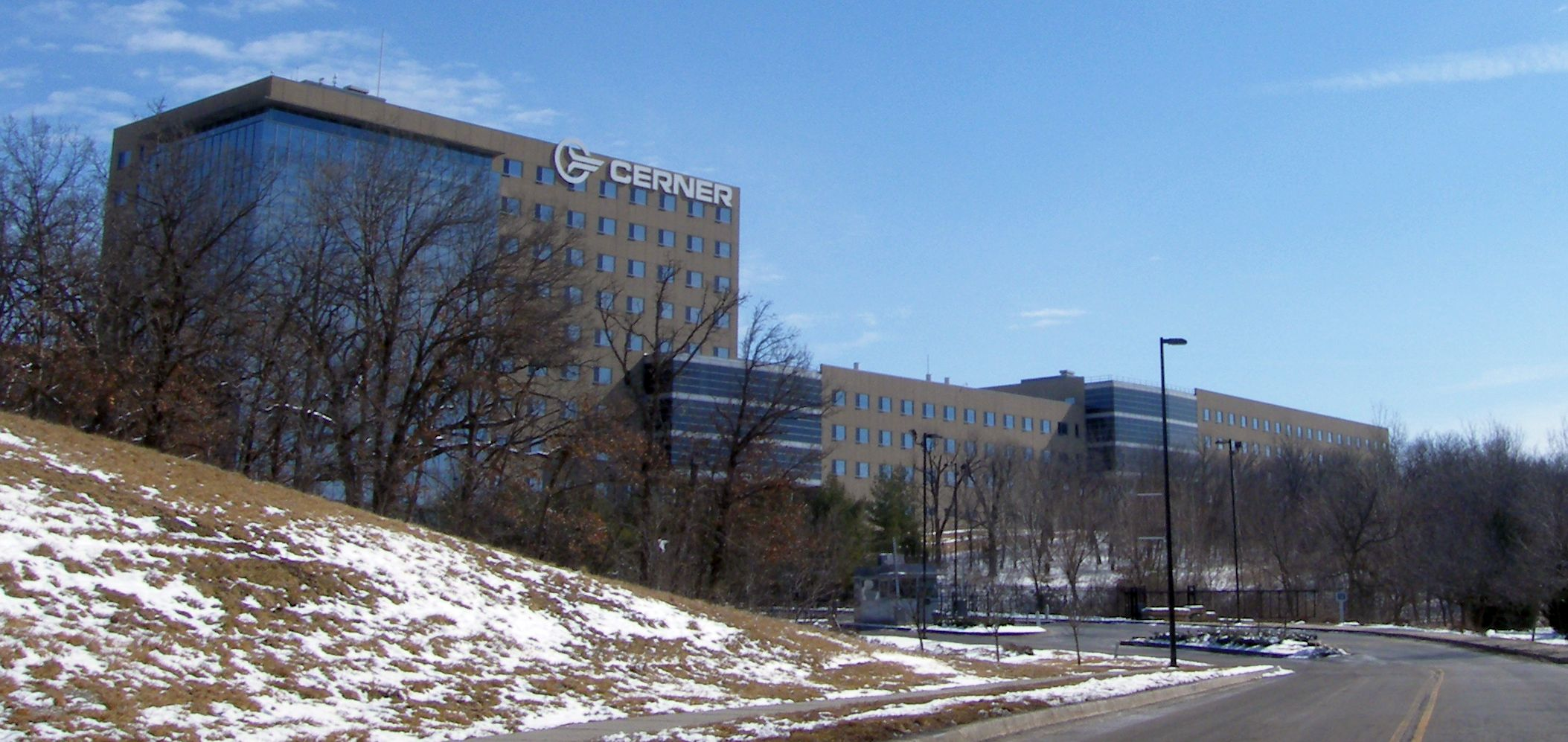
المنبى الرئيسي السابق للشركة والمملوك لشركة سرنر منذ عام 2006.

ماريون ميريل داو والتي تأسست عام 1950 تحت اسم مختبرات ماريون هي شركة صناعة دوائية سابقة كان مقرها في مدينة كانساس في ميزوري بالولايات المتحدة. استحوذت عليها شركة هوكست عام 1996.

## تاريخ الشركة
تعود جذور الشركة لعام 1828 عندما قام ويليام ميريل بافتتاح صيدلية في مدينة سينسيناتي في ولاية أوهايو الأمريكية ثم توسع في أعماله وافتتح مشروعا لبيع الأدوية بالجملة. وبعد وفاته عام 1880 افتتح أولاده شركة ويليام ميريل للكيمياويات. هذه الشركة اندمجت خلال عقد ثلاثينيات القرن العشرين مع شركة أنشأها لونسفورد ريتشاردسون لتأسيس شركة ريتشاردسون-ميريل.
تشتهر شركة ريتشاردسون بإنتاج المنتج المشهور فيكس فابوراب.
في عام 1958، قامت شركة ريتشاردسون-ميريل بالاستحواذ على شركة ميلتون للمعقمات.
كما قدمت ريتشاردسون-ميريل دواء الثاليدوميد خلال عقدي الخمسينات والستينات من القرن العشرين.
في عام 1980، استحوذت شركة داو للكيماويات على قسم ميريل للصناعة الدوائية في شركة ريتشاردسون-ميريل ليصبح اسمها شركة ميريل داو الصيدلانية. أما منتج فيكس فقد استحوذت عليه شركة بروكتر وغامبل.
في عام 1989، استحوذت ميريل دوا على 67٪ من مختبرات ماريون لتغير اسمها إلى ماريون ميريل داو.
أسس يوينغ كاوفمان مختبرات ماريون عام 1950 في مدينة كانساس.
في عام 1995، قامت شركة هوكست بشراء حصص شركة داو لتكون الثانية من بين أكبر شركات الأدوية في العالم في حينها بعد غلاكسو ويلكم ومتقدمة على شركة ميرك.
في عام 1999، اندمجت شركة هوكست مع شركات أخرى لتأسيس شركة أفنتس، وهذه الشركة ادمجت لاحقا لتكون حاليا جزء من شركة سانوفي. في عام 2006، باعت سانوفي المقر السابق لمختبرات ماريون في كانساس إلى شركة سرنر. وفي عام 2009، أعلنت الشركة عن خطة لإغلاق المنشآت المتبقية.